# گیلرمه آفونسو
گیلرمه آفونسو (انگلیسی: Guilherme Afonso؛ زادهٔ ۱۵ نوامبر ۱۹۸۵) بازیکن فوتبال اهل آنگولا است که در پست مهاجم برای مندریسیو-استابیو بازی می‌کند. او دارای تابعیت دوگانه آنگولا-سوئیس است.
وی در تیم‌های ملی فوتبال زیر ۲۱ سال سوئیس و آنگولا بازی کرده است.